# 燕只不花 (延真)
燕只不花（1244年—1314年），字延真，畏兀儿人，元朝大臣。
燕只不花世居哈剌火州（今新疆吐鲁番东南哈提和卓附近），为北庭大族。锡勒沁城达鲁花赤阿布纳脱脱之子。后来阿布纳脱脱内徙，充宿卫。燕只不花由其兄曲只举荐，受元世祖之命，辅佐也速不花督建大都城（今北京）。至元七年（1270年）率兵巡视都城之北顺州、拜郊台、咸宁庄等苜蓿地，兼典御厩。至元十六年（1279年）受命督建太庙司天台和皇城内外桥梁。至元十八年（1281年）佥福建广东道提刑按察司事。至元十九年（1282年），调兵在建安尤溪口攻打建宁黄华。至元二十一年（1284年）改任佥山南湖北道提刑按察司事。修辰沅驿路，凿山通道四十余里，抵达沅州。至元二十七年（1290年）转任岭北湖南道提刑按察司副使。招降武冈降民。至元二十九年（1292年）授任广南西南道宣慰副使。大德元年（1297年）改任葛蛮军民安抚使。授为沅州路总管府达鲁花赤。大德十年（1306年）担任南安路总管府达鲁花赤，官至海北广东道肃政廉访使、广东道宣慰使、副元帅。